# Dorian Electra
Dorian Electra, pseudonimo di Dorian Electra Fridkin Gomberg (Houston, 25 giugno 1992), è una cantante statunitense.

## Biografia
Electra studia e si diploma in una scuola superiore di metodo montessori a Houston. Frequenta, dal 2010 al 2014, lo Shimer College di Chicago.
Il percorso professionale di Electra ha inizio già dal 2009, con la pubblicazione del video I'm in love with Friedrich von Hayek, realizzato in onore dell'omonimo economista austriaco. Nel 2011, pubblica due ulteriori video, Roll with the Flow e We Got it 4 Cheap, entrambi citati e riprodotti da alcuni media. Un'altra pubblicazione successiva è FA$T CA$H, un video su tematiche economiche, per la realizzazione del quale si avvalse del supporto di una borsa assegnata dal Moving Picture Institute. Nel settembre del 2012 pubblica il video musicale Party Milk, in cui tenta di unire e fondere immagini evocanti feste e sregolatezza con altre che ognuno può associare a tutt'altri contesti della vita quotidiana.
Nel 2014, pubblica il video musicale chiamato What Mary Didn't Know, ispirato all'omonimo esperimento filosofico di Frank Jackson del 1986. Un tributo all'inventore Ray Kurzweil è invece il video Forever Young: A Love Song to Ray Kurzweil, pubblicato nel 2015.
Due anni dopo, nel 2016, diffonde tramite la piattaforma Refinery29 l'ennesimo video, Ode To The Clitoris, ripercorrendo la storia del clitoride, dall'antica grecia ai moderni modelli tridimensionali. In un'intervista ha sostenuto che l'intento del video è quello di «togliere alla gente il timore dell'uso della parola clitoride e aiutare a far acquisire su di esso maggior consapevolezza». Nel giugno dello stesso anno esce Mind Body Problem, brano sul ruolo della donna e sul senso più intimo e profondo della femminilità, vista più come una maschera piuttosto che come un modo di essere («quando essere 'donna' significa indossare un travestimento, di cui non ci si riesce però a sbarazzare levandosi semplicemente i vestiti di dosso»).
Tra i lavori successivi si annoverano The History of Vibrators (2016), the Dark History of High Heels (2016), 2000 Years of Drag (2016), and Control (2017). 2000 Years of Drag è stato condiviso e mostrato in diversi incontri e festival a tema queer e LGBT (come ad esempio all'Austin Gay & Lesbian International Film Festival (aGLIFF). Tra i brani pubblicati nel 2018 si trovano Career Boy, VIP, e Man to Man.
Nel 2019 arriva la pubblicazione del primo album in studio: Flamboyant, seguito nel 2020 da "My Agenda".

## Vita privata
I suoi genitori sono Paul Gomberg, celebre ed eccentrico agente immobiliare di Houston, e Paula Fridkin, artista e disegnatrice di gioielli. Electra si considera ciò che si definisce con gender fluid (o genere non-binario), ovvero rifiuta di classificare il proprio genere in base ai caratteri corporei, comportamentali e sociali definiti dalla dicotomia uomo/donna.

## Discografia

### Album in studio
- 2019 – Flamboyant
- 2020 – My Agenda
- 2022 - Fanfare

### Singoli
- 2016 – Clitopia
- 2016 – Mind Body Problem
- 2016 – Vibrator
- 2016 – High Heels
- 2016 – Drag
- 2017 – Control
- 2017 – Jackpot
- 2018 – VIP
- 2018 – Carreer Boy
- 2018 – Man To Man
- 2019 – Flamboyant
- 2019 – Daddy Like
- 2020 – Guyliner
- 2020 – Sorry Bro (I Love You)
- 2020 – Give Great Thanks
- 2020 – Gentleman
- 2020 – M'Lady
- 2020 – Edgelord

### Collaborazioni
- 2017 - Charli XCX & Mykki Blanco feat. Dorian Electra Femmebot (da Pop 2)
- 2018 - Ravenna Golden feat. Dorian Electra Open My Eyes
- 2020 - 100 gecs feat. Dorian Electra gec 2 Ü (Remix)
- 2021 - Rebecca Black feat. Dorian Electra, 3OH!3 & Big Freedia Friday (Remix)
- 2021 - Lady Gaga feat. Dorian Electra Replay (Remix)

## Videografia

### Videoclip
- I'm in Love with Friedrich Hayek (2010)
- Roll with the Flow (2011)
- We Got It 4 Cheap (2011)
- Party Milk
- Fast Ca$h (2012)
- What Mary Didn't Know
- Forever Young: A Love Song To Ray Kurzweil
- Ode to the Clitoris (2016)
- Mind Body Problem (2016)
- The History of Vibrators (2016)
- Dark History of High Heels (2016)
- 2000 Years of Drag (2016)
- Control (2017)
- Jackpot (2017)
- Career Boy (2018)
- V.I.P. (2018)
- Man to Man (2018)
- Flamboyant (2019)
- Daddy Like (2019)
- Adam & Steve (2019)
- Guyliner (2020)
- Sorry Bro (I Love You) (2020)
- Give Great Thanks (2020)
- Gentleman / M'Lady (2020)
- Edgelord (2020)